# Edward Whymper
Edward Whymper (27. dubna 1840 Londýn – 16. září 1911 Chamonix) byl anglický cestovatel a horolezec, který jako první zdolal vrchol Matterhornu. Byl také renomovaným výtvarníkem, který si své cestopisné knihy sám ilustroval.
Byl druhým z jedenácti dětí dřevorytce Josiaha Wooda Whympera, v uměleckém světě se prosadili i jeho bratři Frederick Whymper a Charles H. Whymper. Když bylo Edwardovi dvacet let, vyslalo ho nakladatelství Longman do Alp kreslit horské scenérie. V roce 1861 vystoupil na vrchol Mont Pelvoux, v následujících letech si připsal prvovýstupy na Barre des Écrins, Aiguille d'Argentière, Mont Dolent a Grandes Jorasses, kde se jeden z vrcholků podle něj jmenuje Pointe Whymper. Jeho hlavním cílem byl ale Matterhorn, na který se sedmkrát neúspěšně pokusil vystoupit. Podařilo se mu to až 14. července 1865 se skupinou, v níž byli kromě něho Francis Douglas, Douglas Hadow, Charles Hudson, Michel Croz, Peter Taugwalder otec a Peter Taugwalder syn. Těsně tak předstihli výpravu, kterou vedl Jean Antoine Carrel, při návratu se však přetrhlo lano a Hadow, Croz, Douglas a Hudson zahynuli po pádu do propasti.
V letech 1867 a 1872 podnikl Whymper dvě cesty do Grónska, kde se neúspěšně pokusil přejít Grónský ledovec. Roku 1879 odcestoval do Jižní Ameriky, kde sbíral přírodniny pro Britské muzeum, George Albert Boulenger podle něj pojmenoval druh žáby Hyloxalus whymperi. Během cesty Whymper vystoupil na Chimborazo, Cotopaxi a Tupungato. Roku 1901 pobýval v Kanadě, kde podnikl prvovýstup na Stanley Peak, je podle něj pojmenována hora Mount Whymper (2844 m) – druhá hora téhož jména, Mount Whymper (1539 m) na ostrově Vancouver, je pojmenována podle jeho bratra Fredericka.
Whymper o svých cestách vydal knihy Scrambles amongst the Alps (1871) a Travels Amongst the Great Andes of Ecuador (1892), ilustroval také spis Johna Tyndalla Hours of Exercise in The Alps. Vydal vědecké práce o vlivu nadmořské výšky na používání aneroidu a o výškové nemoci, zabýval se také alpinistickým vybavením: vynalezl jisticí háček a Whymperův stan.